# ホセ・カルデロン

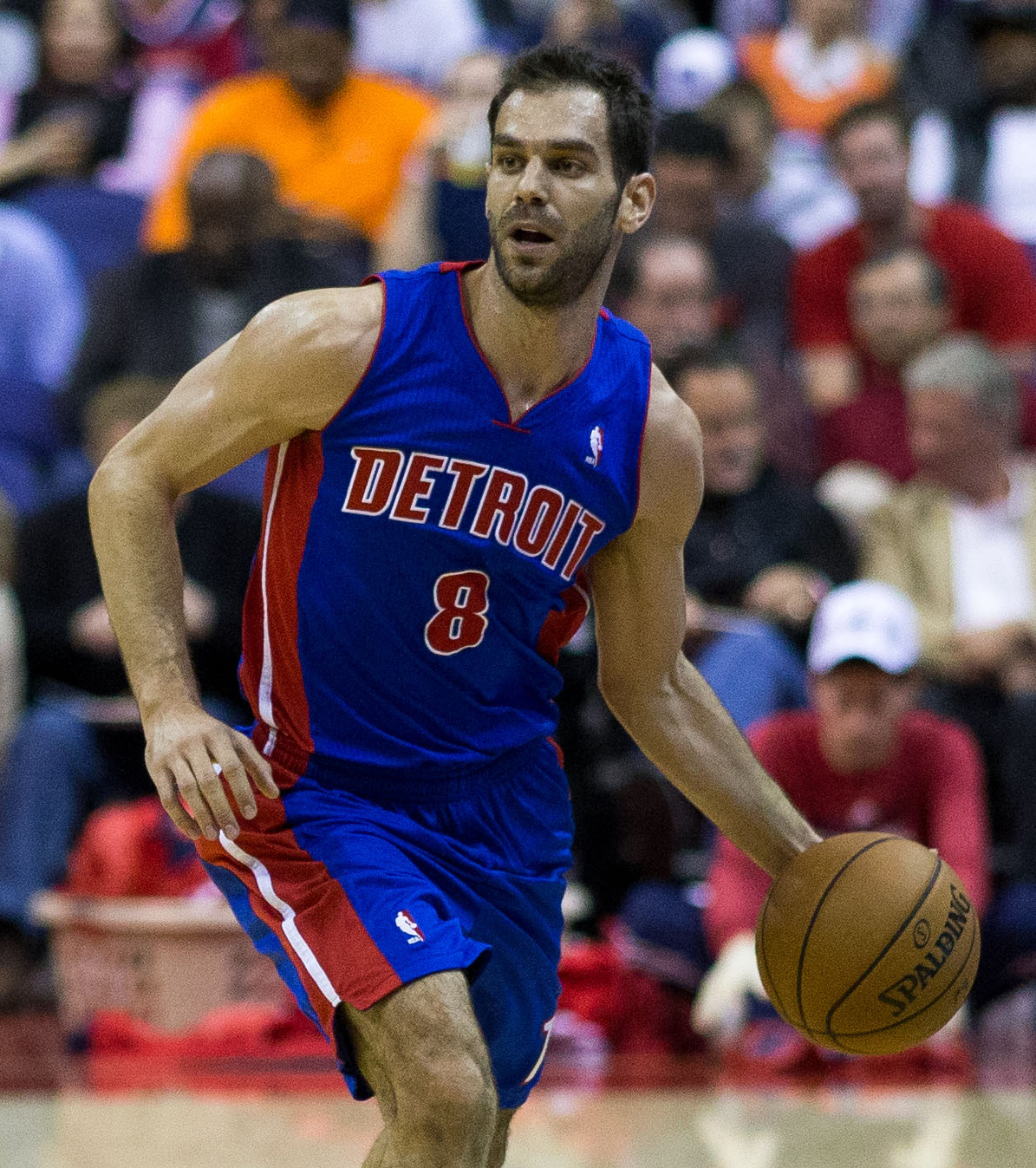
デトロイト・ピストンズでのカルデロン (2013年)

ホセ・カルデロン（Jose Calderon）ことホセ・マヌエル・カルデロン・ボラージョ （José Manuel Calderón Borrallo, 1981年9月28日 - ）は、スペインの元プロバスケットボール選手。エストレマドゥーラ州バダホス県ビジャヌエバ・デ・ラ・セレーナ出身。ポジションはポイントガード。身長191cm、体重95kg。

## 略歴

### スペインリーグ
スペインのジュニア代表として様々な国際大会で経験を積んだ後、1999-2000シーズンにはスペインリーグのCBルセントゥム・アリカンテでプロデビューを果たした。アリカンテでは2シーズンプレイし、2001-02シーズンにはバロンセスト・フエンラブラダに移籍、さらに翌シーズンにはタウ・セラミカに移籍する。
タウ・セラミカデは飛躍的に出場時間が伸び、移籍1年目の2002-03シーズンには平均17.5得点を記録した。翌シーズンには得点こそ落とすがその他のスタッツは軒並み上昇し、2004-05シーズンには12.4得点3.0アシスト、フィールドゴール成功率は56.7%、スリーポイントシュート成功率は45.5%を記録した。カルデロンの貢献でこのシーズンにチームはユーロリーグトーナメント準決勝まで進出した。

### NBA

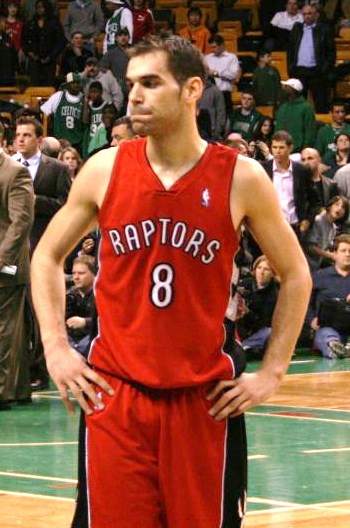
新人年のカルデロンは、ベンチからの出場が殆どだった。

ドラフトにはエントリーしなかったが、トロント・ラプターズの勧誘を受けてNBA入りを決意。ルーキーイヤーとなった2005-06シーズンは64試合に出場し、5.5得点4.5アシストの成績を残した。シーズン終了後、ラプターズは多くの海外出身選手を獲得。カルデロンとはスペイン代表のチームメイトでもあるホルヘ・ガルバホサもラプターズに入団した。
2006-07シーズンはカルデロンは新たに先発PGになったT・J・フォードの控えとして申し分ない活躍をし、ラプターズの4シーズンぶりのプレーオフ出場に貢献した。カルデロン自身は8.7得点5.0アシストの成績だったが、その実力はリーグ最高の控えPGという評価を受けた。
2007-08シーズンはチーム内に故障者が続出、先発PGのフォードも戦線離脱したため、カルデロンはより多くの出場機会を得た。56試合に先発出場、11.2得点8.3アシストの成績を残し、平均アシストはリーグ5位の成績だった。
2008-09シーズンはフォードが移籍したことにより先発PGに固定された。チームはプレイオフに進めなかったが自己最高の12.8得点8.9アシストの成績を残した。特に注目されたのがフリースロー成功率で154本試投して成功が151本。失敗はシーズンを通じて僅か3本、成功率98.1％とNBA史上最高の驚異的な成功率を残した。
2012-2013シーズンにメンフィス・グリズリーズのルディ・ゲイとのトレードでメンフィス・グリズリーズへ、その直後テイショーン・プリンスとオースティン・デイとのトレードでデトロイト・ピストンズへ移籍した。
2013年7月11日、ダラス・マーベリックスに移籍した。
2014年6月25日、ダラス・マーベリックスからサミュエル・ダレンベアらと共にタイソン・チャンドラーとレイモンド・フェルトン、計6名が絡むトレードでニューヨーク・ニックスへ移籍した。
2016年6月22日、デリック・ローズらが絡んだ大型トレードで、シカゴ・ブルズに、さらにロサンゼルス・レイカーズへと移籍 On December 5, 2016, he was ruled out for two to four weeks with a right hamstring strain.。2017年2月27日にレイカーズを解雇。3月に入りアトランタ・ホークスと契約した。
2017年7月1日、クリーブランド・キャバリアーズと1年契約を結んだ。

### 現役引退後
2022年からクリーブランド・キャバリアーズのスペシャルアドバイザーを務めている。

### 代表歴
スペインは近年バスケットボール選手の育成に力を入れ、パウ・ガソル、ホルヘ・ガルバホサ、フアン・カルロス・ナバーロなどの優秀な選手を輩出。この強化計画は2006年の世界選手権の優勝という形で実を結んだ。彼らは言わばスペインバスケットボールの黄金世代であり、カルデロンもその黄金世代の一員である。
ジュニア時代は1998年のミュンヘンジュニア国際大会、ヴァルナジュニア欧州選手権優勝で優勝。2001年、日本で開催されたヤングメン世界選手権では5位に入った。
2002年にはスペイン代表に招集され、この年のインディアナポリス世界選手権では5位。翌2003年には欧州選手権で準優勝を飾った。アテネオリンピックではキャプテンとして出場した。
そして2006年、日本で開催された世界選手権ではガソル、ガルバホサらと共にスペインを初優勝に導いた。ギリシャ代表を降した決勝では17得点をあげた。
2008年北京オリンピックで銀メダルを獲得した。

## 個人成績

### NBA

#### レギュラーシーズン
| シーズン  | チーム | GP  | GS  | MPG  | FG%  | 3P%   | FT%   | RPG | APG | SPG | BPG | PPG  |
| --------- | ------ | --- | --- | ---- | ---- | ----- | ----- | --- | --- | --- | --- | ---- |
| 2005–06   | TOR    | 64  | 11  | 23.2 | .423 | .163  | .848  | 2.2 | 4.5 | .7  | .1  | 5.5  |
| 2006–07   | TOR    | 77  | 11  | 21.0 | .521 | .333  | .818  | 1.7 | 5.0 | .8  | .1  | 8.7  |
| 2007–08   | TOR    | 82* | 56  | 30.3 | .519 | .429  | .908  | 2.9 | 8.3 | 1.1 | .1  | 11.2 |
| 2008–09   | TOR    | 68  | 68  | 34.3 | .497 | .406  | .981  | 2.9 | 8.9 | 1.1 | .1  | 12.8 |
| 2009–10   | TOR    | 68  | 39  | 26.7 | .482 | .398  | .798  | 2.1 | 5.9 | .7  | .1  | 10.3 |
| 2010–11   | TOR    | 68  | 55  | 30.9 | .440 | .365  | .854  | 3.0 | 8.9 | 1.2 | .1  | 9.8  |
| 2011–12   | TOR    | 53  | 53  | 33.9 | .457 | .371  | .882  | 3.0 | 8.8 | .9  | .1  | 10.5 |
| 2012–13   | TOR    | 45  | 30  | 28.3 | .470 | .429  | .904  | 2.4 | 7.4 | .6  | .1  | 11.1 |
| 2012–13   | DET    | 28  | 28  | 31.7 | .527 | .520  | .893  | 2.5 | 6.6 | 1.1 | .1  | 11.6 |
| 2012-13計 | DET    | 73  | 58  | 29.6 | .491 | .461* | .900  | 2.4 | 7.1 | .8  | .1  | 11.3 |
| 2013–14   | DAL    | 81  | 81  | 30.5 | .456 | .449  | .825  | 2.4 | 4.7 | .9  | .1  | 11.4 |
| 2014–15   | NYK    | 42  | 42  | 30.2 | .415 | .415  | .906  | 3.0 | 4.7 | .7  | .0  | 9.1  |
| 2015–16   | NYK    | 72  | 72  | 28.1 | .459 | .414  | .875  | 3.2 | 4.1 | .9  | .1  | 7.6  |
| 2016–17   | LAL    | 24  | 11  | 12.2 | .416 | .353  | 1.000 | 1.7 | 2.1 | .3  | .0  | 3.3  |
| 2016–17   | ATL    | 17  | 2   | 14.5 | .404 | .267  | .875  | 1.9 | 2.2 | .2  | .0  | 3.6  |
| 2016-17計 | ATL    | 41  | 13  | 13.1 | .410 | .313  | .917  | 1.8 | 2.1 | .3  | .0  | 3.4  |
| 2017–18   | CLE    | 57  | 32  | 16.0 | .503 | .464  | .800  | 1.5 | 2.1 | .5  | .0  | 4.5  |
| 2018–19   | DET    | 49  | 0   | 12.9 | .375 | .246  | .818  | 1.2 | 2.3 | .3  | .1  | 2.3  |
| Career    | Career | 895 | 591 | 26.4 | .472 | .407  | .873  | 2.4 | 5.8 | .8  | .1  | 8.9  |

#### プレーオフ
| シーズン | チーム | GP | GS | MPG  | FG%  | 3P%  | FT%   | RPG | APG | SPG | BPG | PPG  |
| -------- | ------ | -- | -- | ---- | ---- | ---- | ----- | --- | --- | --- | --- | ---- |
| 2008     | TOR    | 6  | 1  | 24.3 | .507 | .250 | .833  | 1.7 | 5.3 | .8  | .0  | 13.0 |
| 2009     | TOR    | 5  | 0  | 24.0 | .440 | .476 | 1.000 | 3.6 | 7.0 | .2  | .0  | 11.8 |
| 2015     | DAL    | 7  | 7  | 27.3 | .462 | .478 | 1.000 | 1.3 | 4.4 | .1  | .0  | 10.3 |
| 2018     | ATL    | 6  | 0  | 12.5 | .478 | .333 | ---   | 1.3 | 2.2 | .3  | .2  | 4.3  |
| 2019     | CLE    | 13 | 3  | 8.0  | .346 | .222 | 1.000 | .8  | .7  | .4  | .0  | 1.8  |
| 2020     | DET    | 3  | 0  | 3.3  | ---  | ---  | ---   | .0  | 1.7 | .3  | .0  | .0   |
| Career   | Career | 40 | 11 | 16.2 | .459 | .372 | .929  | 1.4 | 3.1 | .4  | .0  | 6.5  |

### EuroLeague
| シーズン | チーム       | GP | GS | MPG  | FG%  | 3P%  | FT%  | RPG | APG | SPG | BPG | PPG  | PIR  |
| -------- | ------------ | -- | -- | ---- | ---- | ---- | ---- | --- | --- | --- | --- | ---- | ---- |
| 2002–03  | Tau Cerámica | 17 | 6  | 21.5 | .477 | .406 | .875 | 2.4 | 1.4 | 1.1 | 0.0 | 7.5  | 8.2  |
| 2003–04  | Tau Cerámica | 19 | 10 | 21.6 | .470 | .405 | .830 | 1.4 | 2.0 | 1.1 | 0.2 | 7.2  | 7.6  |
| 2004–05  | Tau Cerámica | 22 | 17 | 26.8 | .494 | .421 | .841 | 3.4 | 2.6 | 1.5 | 0.0 | 11.6 | 12.9 |
| Career   | Career       | 58 | 33 | 23.5 | .484 | .414 | .844 | 2.5 | 2.1 | 1.2 | 0.1 | 9.0  | 9.8  |

## プレイスタイル
堅実なゲームメークが売りの司令塔。その姿勢は数字にも表れており、フィールドゴール成功率、スリーポイントシュート成功率は共に高水準を維持している。2007-08シーズンに記録した平均8.1アシストに対する平均1.5ターンオーバー（アシスト／ターンオーバー比率5.4）は特筆に価する。
スリーポイントシュートを成功させた時に、両手の指で○を作るパフォーマンスがファンの人気を呼んでいる。